# インドネシアの声
インドネシアの声（インドネシアのこえ、英語：Voice of Indonesia）はインドネシアの公共ラジオ放送局であるRRI（en:Radio Republik Indonesia）が運営する国際放送サービス。略称はVOI。

## 放送
インドネシアの首都ジャカルタの送信所から短波及びFM（在住外国人向け）で放送が行われている。2013年現在、インドネシア語、英語の他、スペイン語、アラビア語、中国語(マンダリン)、日本語、ドイツ語、フランス語の8言語で放送を行っている。インターネットでも聴取可能。

### 日本語放送
短波による日本語放送は、1977年6月1日に開始された。
- 2020年1月17日現在

| 放送時間(JST) | 周波数(kHz)          |
| 21:00-22:00   | 3325 4750            |
| 21:00-22:00   | ライブストリーミング |

- 出力 10kW 無指向性
- JST＝UTC+9

以前、使用されていた周波数 9525kHz(予備の周波数11785kHz、15150kHz）は使われていない。

## 歴史
- 1945年 - RRI開局
- 1977年 - 日本語放送開始
- 2000年 - RRIが公社化され、国営放送局から公共放送局となる